# Borawskie (gmina Jedwabne)
Borawskie, je ves v Polsku v Podleském vojvodství v okrese Łonża, v gmině Jedwabne. Nachází se na území Biebrzanského národního parku zóny buffer.

## Administrativa
Sídlo je vzdáleno 20 km od Łomża. V letech 1975-1998 spadala obec administrativně do dnes již neexistujícího Łomżynského vojvodství.